# Arrabidaea
Arrabidaea DC. es un género con 173 especies descritas de árboles pertenecientes a la familia Bignoniaceae. Las flores, malvas, rosas o blancas, son zigomorfas y tienen las piezas de la corola soldadas en forma de trompeta acabada en cinco lóbulos, al modo usual en su familia.

## Taxonomía
El género fue descrito por  Augustin Pyrame de Candolle y publicado en Bibliotheque Universelle de Geneve ser. 2. 17: 126. 1838. La especie tipo es: Arrabidaea rego (Vell.) DC. 

## Especies seleccionadas
- Arrabidaea acuminata Urb.
- Arrabidaea acutifolia DC.
- Arrabidaea affinis A.H.Gentry
- Arrabidaea agnus-castus DC.
- Arrabidaea amazonica Schum.
- Arrabidaea anguillulicarpa Hassl.